# Michal Dočolomanský
Michal Dočolomanský (ur. 25 marca 1942 w Niedzicy, zm. 26 sierpnia 2008 w Bratysławie) – słowacki aktor, piosenkarz i osobowość telewizyjna.

## Biografia
W 1964 roku ukończył studia aktorskie w Wyższej Szkole Sztuk Scenicznych (VŠMU) w Bratysławie. W tymże roku stał się członkiem Słowackiego Teatru Narodowego, gdzie grał już jako uczeń VŠMU. W 1972 roku powierzono mu jedną z ról w miniserialu Adam Szangala.
W 2007 r. został odznaczony Orderem Ľudovíta Štúra I klasy za nadzwyczajne zasługi na rzecz rozwoju kultury i sztuki teatralnej. W tym samym roku otrzymał nagrodę Funduszu Literackiego za całokształt dorobku.